# Croton humblotii
Espèce
Croton humblotii est une espèce de plantes à fleurs du genre Croton et de la famille des Euphorbiaceae présente aux Comores.
Il a pour synonyme :
- Croton humblotii var. anjuanensis, Leandri, 1939